# União Futebol Comércio e Indústria de Tomar
O União Futebol Comércio e Indústria de Tomar é um clube da cidade portuguesa de Tomar, normalmente conhecido apenas como União de Tomar, tendo sido fundado em 4 de maio de 1914. Realiza os seus jogos no Estádio Municipal de Tomar. Na época de 1977-78, chegou a ter como jogador Eusébio, então já no final da sua carreira, assim como o antigo internacional português António Simões.

## Historial / Palmarés
- 6 presenças no Campeonato Nacional de Futebol da I Divisão (1968-69, 1969-70, 1971-72, 1972-73, 1974-75 e 1975-76; classificações: 10º / 14º / 12º / 16º / 12º / 14º)
- 34 presenças na Taça de Portugal (5 vezes nos 1/4 final; 1 vez nos 1/8 final; 1 vez nos 1/16 final; 11 vezes nos 1/32 final)
- Campeão Nacional de Futebol da II Divisão - 1973-74
- 16 presenças no Campeonato Nacional de Futebol da II Divisão (1940-41, 1941-42, 1942-43, 1965-66, 1966-67, 1967-68, 1970-71, 1973-74, 1976-77, 1977-78, 1978-79, 1979-80, 1983-84, 1990-91, 1991-92, 1992-93 – vencedor da Zona Norte em 1967-68; vencedor da Zona Sul em 1973-74)
- Campeão Nacional de Futebol da III Divisão - 1964-65 (para além de outras 2 vitórias na Série D da III Divisão, em 1982-83 e em 1989-90)
- 19 presenças no Campeonato Nacional de Futebol da III Divisão (1960-61, 1961-62, 1962-63, 1963-64, 1964-65, 1980-81, 1981-82, 1982-83, 1984-85, 1988-89, 1989-90, 1993-94, 1994-95, 1995-96, 1996-97, 1998-99, 1999-00, 2000-01, 2001-02)
- 5 vezes Campeão Distrital de Futebol da A. F. Santarém - 1941-42, 1942-43, 1964-65, 1987-88 e 1997-98
- Campeão Distrital de Juniores - 1968-69, 1978-79, 1982-83, 1988-89, 1994-95, 1998-99 e 2009-10
- Campeão Distrital de Juvenis - 1978-79, 1987-88 e 1991-92
- Campeão Distrital de Iniciados - 1995-96, 1998-99, 2002-03, 2004-05 e 2010-11
- Campeão Distrital de Escolas (sub-10) - 2007-08 e 2008-09
- Na época de 2022/23, Douglas Pissona, Quim Zé, Guilherme Rola e Herivandro Banora (ex-Qum FC) foram algumas das preciosas mais-valias do plantel do União.

## Páginas na Internet
- (site oficial) http://uniaofcitomar.com Em falta ou vazio |título= (ajuda)
- (não oficial) http://uniaotomar.wordpress.com/ Em falta ou vazio |título= (ajuda)

1. ↑  «Eusébio: A última cruzada do Rei». www.record.pt. Consultado em 5 de julho de 2025